# 泳力認定
泳力認定（えいりょくにんてい）は、一般社団法人日本スイミングクラブ協会が定めた全国統一の認定基準に基づき、協会加盟クラブ主菅で実施され、協会が認定した泳力認定員が検定を行うものである。取得した認定級は、漢字検定、歴史検定などと同様に履歴書等に記載できる公式のものである。認定基準は、級と段の2種類ある。
公益財団法人日本水泳連盟が創設した「泳力検定（Swimming Badge Test）」制度とは、別物である。

## 認定基準
- ジュニア（17歳以下）認定基準
  - ジュニア6級　4泳法（クロール・背泳ぎ・平泳ぎ・バタフライ）の中の1泳法25m完泳
  - ジュニア5級　4泳法の中の（ジュニア6級受験合格泳法は除く）1泳法25m完泳
  - ジュニア4級　4泳法の中の（ジュニア6級・5級受験合格泳法は除く）2泳法25m完泳
  - ジュニア3級　4泳法50m完泳
  - ジュニア2級　個人メドレー100m完泳及びスカーリングのヘッドファースト・フットファースト各10m完泳
  - ジュニア1級　個人メドレー200m完泳
- マスターズ（18歳以上）認定基準
  - マスターズ6級　4泳法(クロール・背泳ぎ・平泳ぎ・バタフライ)の中の1泳法25M完泳
  - マスターズ5級　4泳法の中の(マスターズ6級受検合格泳法を除く)1泳法25M完泳
  - マスターズ4級　4泳法の中の(マスターズ6級・5級受検合格泳法を除く)2泳法25M完泳
  - マスターズ3級　4泳法の中の3泳法50M完泳及び横泳ぎ20M(15あおり以内)完泳
  - マスターズ2級　個人メドレー100M完泳及び立泳ぎ30秒
  - マスターズ1級　自由形800M完泳
- 段位認定基準（ジュニア・マスターズ共通基準）
  - 水泳初段　ジュニア1級またはマスターズ1級の認定を受けた後の泳いだ距離合計が110,000m以上であること。
  - 水泳二段　水泳初段の認定を受けた後の泳いだ距離合計が120,000m以上であること。
  - 水泳三段　水泳二段の認定を受けた後の泳いだ距離合計が130,000m以上であること。
  - 水泳四段　水泳三段の認定を受けた後の泳いだ距離合計が140,000m以上であること。
  - 水泳五段　水泳四段の認定を受けた後の泳いだ距離合計が、150,000m以上であること。および、水上安全法講習会（次のいずれかの講習会：協会認定水上安全法講習会、協会認定ジュニア救急法講習会、日本赤十字社水上安全法講習会、各消防署実施救命講習会）を、受講修了していること。
  - 水泳六段　水泳五段の認定を受けた後の泳いだ距離合計が160,000m以上であること。
  - 水泳七段　水泳六段の認定を受けた後の泳いだ距離合計が170,000m以上であること。
  - 水泳八段　水泳七段の認定を受けた後の泳いだ距離合計が180,000m以上であること。
  - 水泳九段　水泳八段の認定を受けた後の泳いだ距離合計が190,000m以上であること。
  - 水泳十段　水泳九段の認定を受けた後の泳いだ距離合計が200,000m以上であること。合わせて水泳十段位昇段試験に合格すること。

## 認定証など
どの級・段であるかにかかわらず、合格すれば認定証がもらえる。また、ジュニア・マスターズ6～2級に合格した場合、認定カードがもらえる。
ジュニア・マスターズ1級に合格した場合、スイミングパスポート（スイマーズカード）が発行される。
水泳十段に合格した場合、水泳名人の称号が付与される。

## 検定料・認定料
- ジュニアの場合
  - ジュニア6級　検定料500円・認定料600円（認定証代・認定カード代含む）
  - ジュニア5級　検定料500円・認定料600円（認定証代・認定カード代含む）
  - ジュニア4級　検定料500円・認定料600円（認定証代・認定カード代含む）
  - ジュニア3級　検定料500円・認定料800円（認定証代・認定カード代含む）
  - ジュニア2級　検定料500円・認定料1000円（認定証代・認定カード代含む）
  - ジュニア1級　検定料500円・認定料1500円（認定証代・スイマーズカード代含む）
- マスターズの場合
  - マスターズ6級　検定料500円・認定料800円（認定証代・認定カード代含む）
  - マスターズ5級　検定料500円・認定料800円（認定証代・認定カード代含む）
  - マスターズ4級　検定料500円・認定料800円（認定証代・認定カード代含む）
  - マスターズ3級　検定料500円・認定料1000円（認定証代・認定カード代含む）
  - マスターズ2級　検定料500円・認定料1500円（認定証代・認定カード代含む）
  - マスターズ1級　検定料500円・認定料2000円（認定証代・スイマーズカード代含む）
- 段位の場合（ジュニア・マスターズ共通）
  - 水泳初段 - 九段　認定料5000円（認定証代含む）
  - 水泳十段　認定料10000円（認定証代含む）

## 特別認定制度
泳力認定員が認めた場合、または対外水泳競技会出場経験者に対しては、泳力認定種目の一部免除および特別認定制度がある。

## その他
水泳五段の認定条件は2005年1月1日より改正された。
2012年5月より泳力認定システムを導入。

## 引用
- 泳力認定 - 日本スイミングクラブ協会